# Trauzimmer

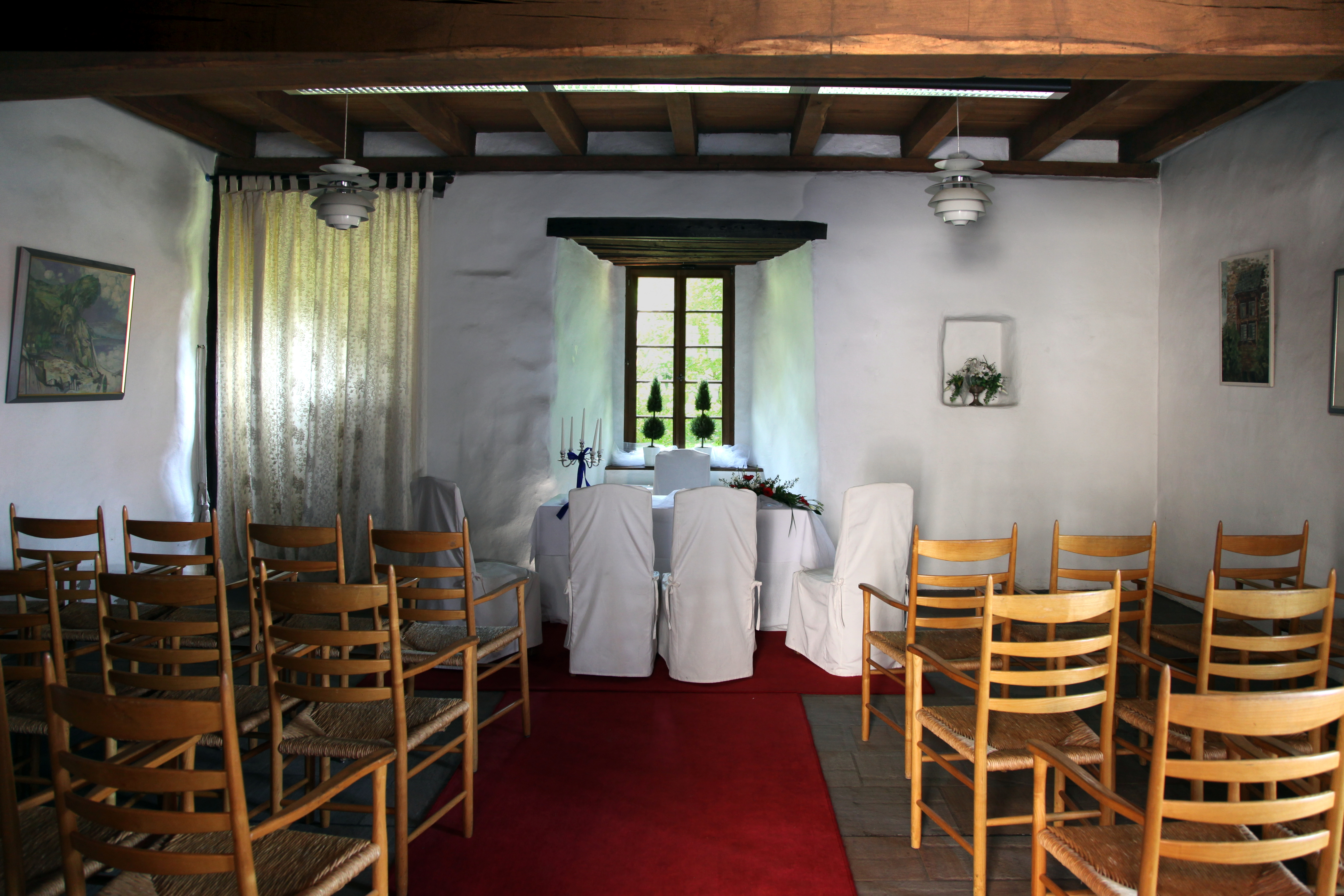
Trauzimmer (Rittergut Haus Herbede)

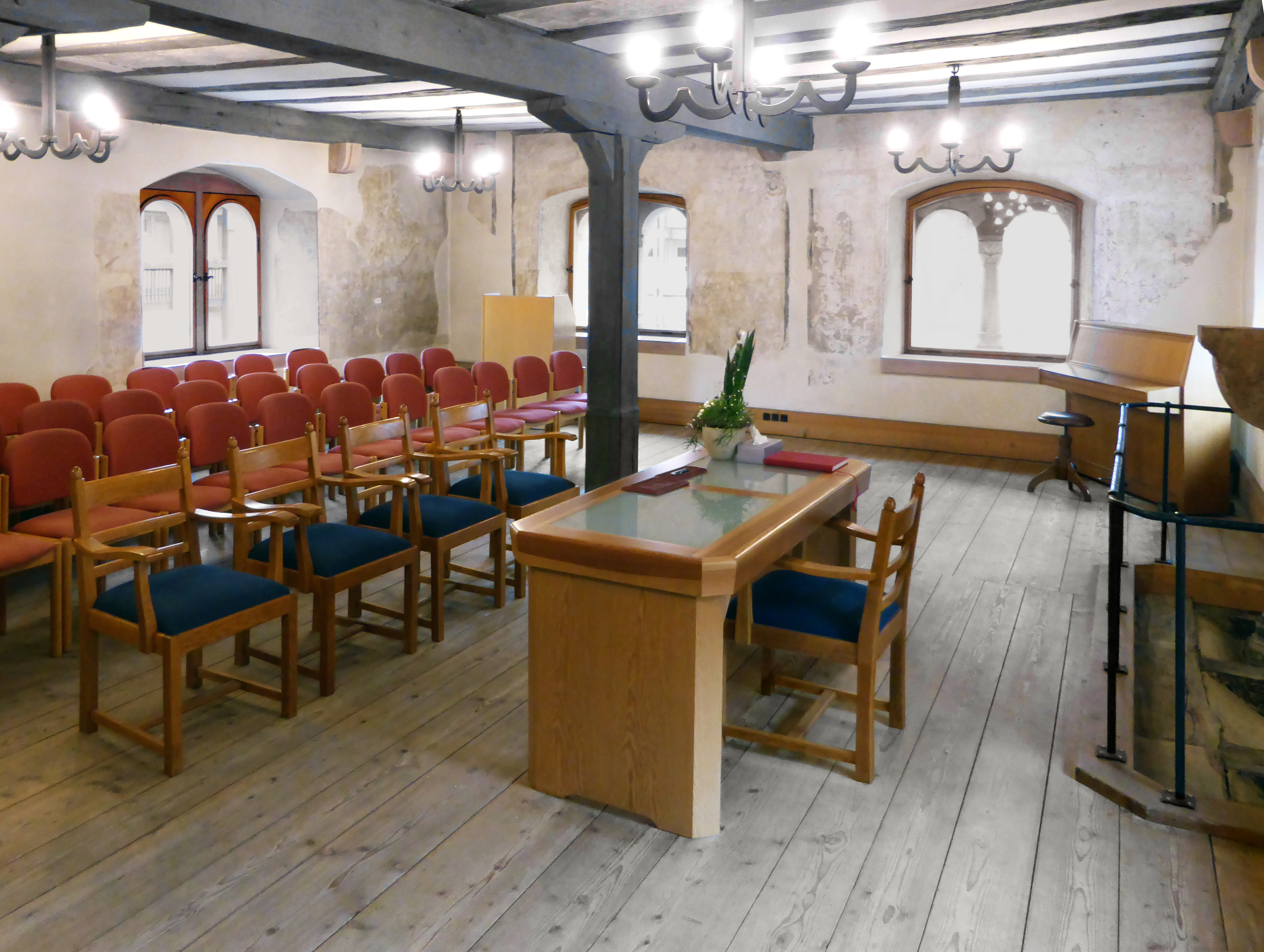
Trauzimmer im Romanischen Steinhaus in Seligenstadt

Das Trauzimmer oder Traulokal (je nach Art auch als Trauraum oder Trausaal bezeichnet) ist ein Raum, in dem standesamtliche Trauungen durchgeführt werden. Derartige Räume sind im Dienstgebäude des Standesamts zu finden. Darüber hinaus gibt es die Möglichkeit, dass das Standesamt außerhalb des Dienstgebäudes liegende Orte bestimmt, an denen die Eheschließung möglich ist. Häufig sind es Räume in historischen oder kulturell bedeutenden Gebäuden wie Burgen oder Schlössern oder Orte mit exklusivem Ambiente.

## Aufbau
Das Trauzimmer enthält oft einen großen Tisch, an dem sich Brautpaar und Standesbeamter gegenübersitzen. Normalerweise gibt es am Tisch außerdem Plätze für die Trauzeugen. Die Gäste sitzen meist etwas abgesetzt hinter dem Brautpaar.

## Rechtliches

### Deutschland

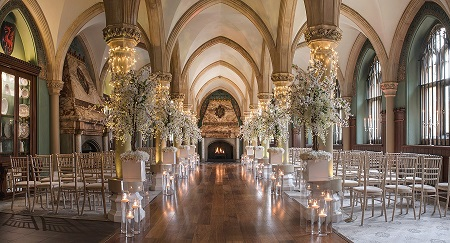
Trauzimmer in einem englischen Landhaus

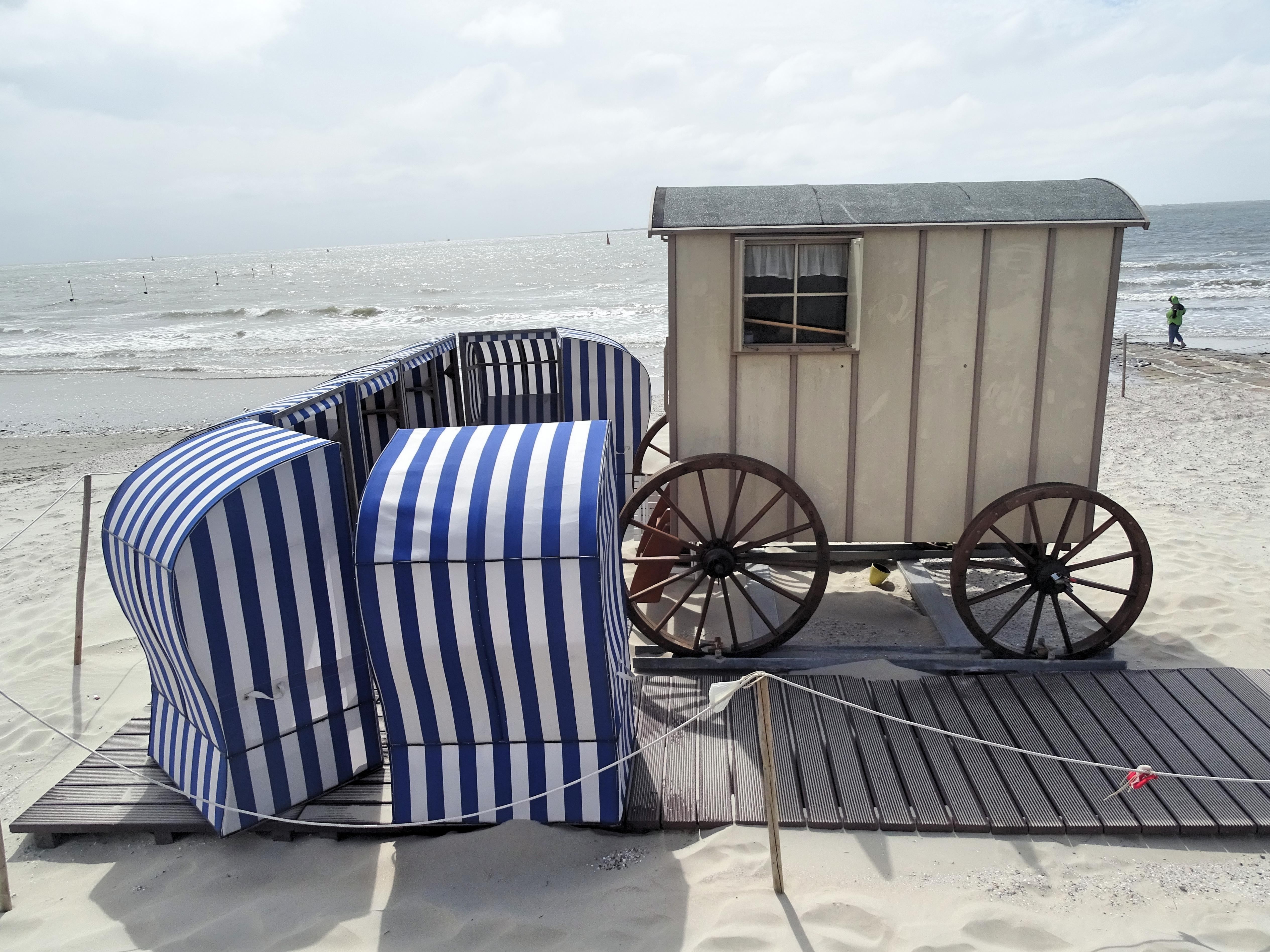
Strandhochzeit im historischen Badekarren (Norderney)

Der Ort der Trauung ist in Deutschland nicht ausdrücklich definiert, wenngleich sich aus anderen Vorschriften Einschränkungen ergeben. So definiert das Bürgerliche Gesetzbuch (BGB) in § 1310 nur: Die Ehe wird nur dadurch geschlossen, dass die Eheschließenden vor dem Standesbeamten erklären, die Ehe miteinander eingehen zu wollen. Auch die Personenstandsverordnung – PStV definiert in § 1 nur, dass die Diensträume des Standesamtes den Amtssitz des Standesbeamten darstellen, woraus sich ergibt, dass es in Standesämtern entsprechende Trauzimmer gibt, was aber andererseits andere Orte nicht ausschließt.
Orte außerhalb des Dienstgebäudes müssen aber weiterhin innerhalb der Zuständigkeit des jeweiligen Standesamtsbezirks liegen, da der Standesbeamte nur innerhalb dieser Grenzen rechtskräftige Trauungen vollziehen darf. Zusätzlich wird in § 14 Absatz 2 des Personenstandsgesetzes (PStG) festgelegt: Die Eheschließung soll in einer der Bedeutung der Ehe entsprechenden würdigen Form, die dem Standesbeamten eine ordnungsgemäße Vornahme seiner Amtshandlung ermöglicht, vorgenommen werden. Laut Gesetzesbegründung hat sich die jeweilige Entscheidung des Standesamts am „Anstandsgefühl und dem Empfinden der Allgemeinheit“ zu orientieren. Zusätzlich ist der Trauort so zu wählen, dass er aufgrund des Gleichheitsgrundsatzes grundsätzlich allen Paaren offensteht. Daher scheiden im Allgemeinen ausschließlich privat genutzte Grundstücke für die Trauungszeremonie aus.

### Österreich
Neben einer Trauung im Standesamt gibt es in Österreich ebenfalls die Möglichkeit, andere Trauorte zu wählen. Der Ort muss der Bedeutung der Ehe entsprechen und angemessen sein. Ob eine Trauung an einem anderen Ort stattfinden kann, bestimmt das zuständige bzw. gewählte Standesamt.

### Schweiz
Gemäß Zivilstandsverordnung (ZStV), Artikel 1a wird jedem Zivilstandskreis mindestens ein Amtsraum bezeichnet, der für die Durchführung von Trauungen und die Begründung eingetragener Partnerschaften kostenfrei zur Verfügung steht. Die Benutzung anderer Lokale für die Durchführung von Trauungen und die Begründung eingetragener Partnerschaften unterliegt der Bewilligung der Aufsichtsbehörde [...].

### Belgien
In Belgien gibt es die Einschränkung, dass jede Gemeinde außerhalb des Standesamts nur einen anderen offiziellen Hochzeitssaal zur Durchführung von standesamtlichen Trauungen nutzen darf.

### Trauung auf hoher See
Entgegen vieler Annahmen hat ein Kapitän nicht automatisch ähnliche Kompetenzen wie ein Standesbeamter. Das hängt zum Beispiel auch davon ab, unter welcher Flagge das Schiff fährt. Unter der Flagge Maltas, der Bermudas und der Bahamas dürfen Kapitäne Paare trauen, wenn sie sich auf hoher See, das heißt mindestens 12 Seemeilen von der Küste entfernt, befinden. In Häfen gilt hingegen das jeweilige Landesrecht, und Kapitäne haben dort keine Traubefugnis. Außerdem muss beachtet werden, dass für die Gültigkeit der Eheschließung in Deutschland eventuell weitere Schritte notwendig sind.

## Besondere Hochzeitsorte

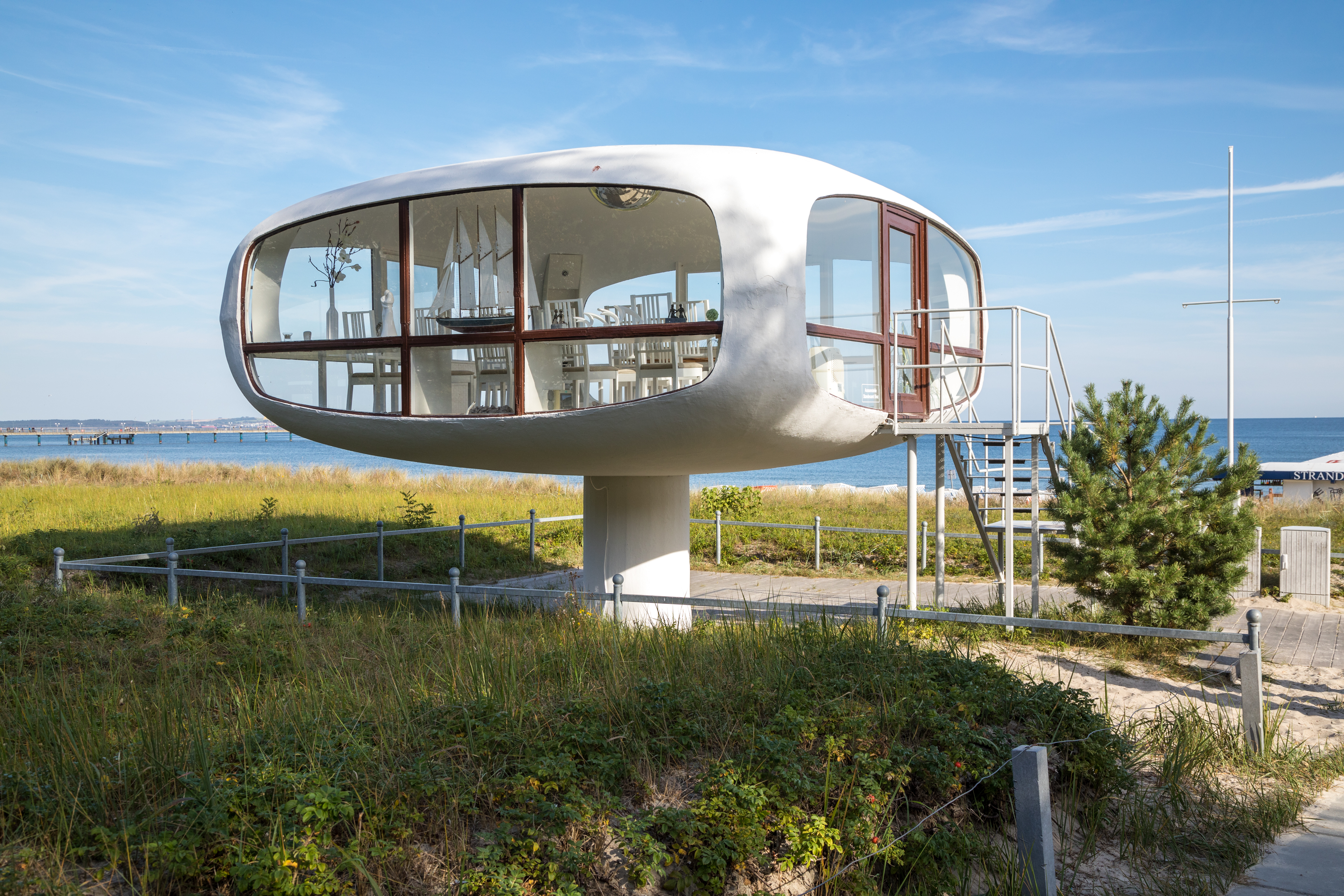
Trauzimmer in der ehemaligen Rettungsstation Binz

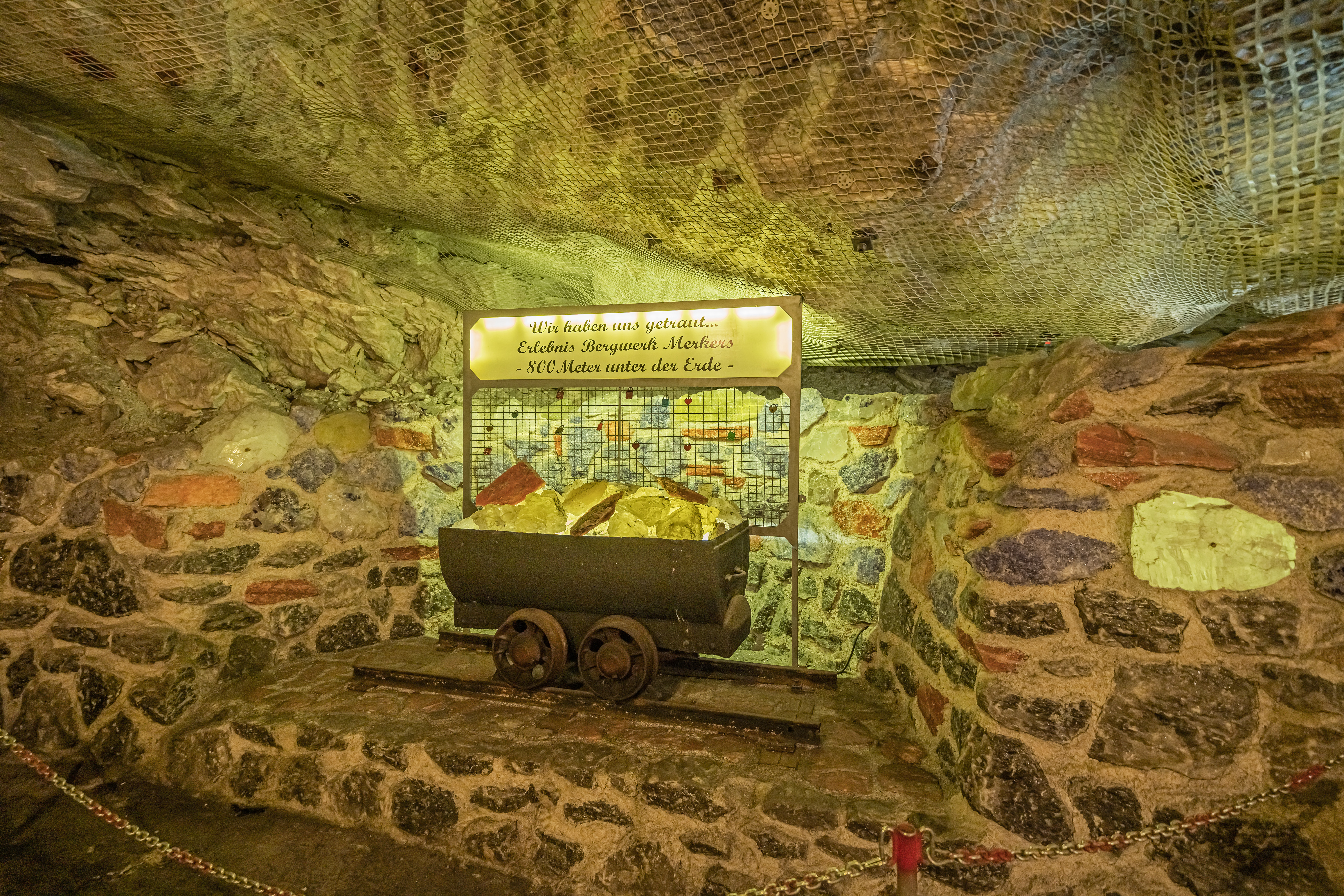
In der Kristallgrotte im Erlebnisbergwerk Merkers können Brautpaare nach der Trauung ein Liebesschloss hinterlassen.

Standesamtliche Trauungen in historischen oder kulturell bedeutsamen Gebäuden werden von sehr vielen Standesämtern angeboten. Beispiele außergewöhnlicher Orte für Trauungen sind:
- in verschiedenen Schlössern und Burgen in Deutschland
- in Museen (z. B. Schleswig-Holsteinisches Landwirtschaftsmuseum im über 300 Jahre alten Dithmarscher Bauernhaus)
- in Botanischen Gärten (Frankfurt, München, Berlin oder Tharandt)
- auf Berggipfeln (z. B. Zugspitze, Großer Arber, Feldberg, Brocken, Wurmberg) oder in der Seilbahn (Bad Harzburg)
- auf einem Leuchtturm (Krummhörn, Pellworm, Wangerooge, Kap Arkona auf Rügen)
- auf einer Insel (Festung Wilhelmstein im Steinhuder Meer)
- auf Schiffen (z. B. Segelschulschiff Großherzogin Elisabeth, Feuerschiff Amrumbank, verschiedene Ausflugsschiffe und Fischkutter)
- in einer Windmühle (Mühle Hinte, Kröpeliner Mühle)
- in einer Wassermühle (Wassermühle Hanerau, Wassermühle in Melbeck)
- im Zoo (Erlebnis-Zoo Hannover, Kölner Zoo)
- in einer Höhle, Grotte (Elbingerode, Mayen, Lichte) oder unter Tage (Erlebnisbergwerk Merkers im Wartburgkreis[7])
- in einem Park
- am Strand (z. B. Binz), auf einer Seebrücke (z. B. Seebrücke Heiligenhafen[8]) oder im Wattenmeer (z. B. Norderney, Pellworm)[9]
- in einem Zeppelin (Friedrichshafen) oder einem Heißluftballon (Lahntal)[10]
- im Eisenbahnwaggon (Postwagen der historischen Kandertalbahn[11], Salonwagen einer Museumsbahn Bruchhausen-Vilsen[12])
- in der Straßenbahn[13]
- unter Wasser in der Tauchbasis von monte mare in Rheinbach[14]
- in Sportstadien, z. B. dem Rheinenergiestadion in Köln[15]
- im Planetarium, z. B. dem Zeiss-Planetarium in Bochum[16]
- in ehemaligen Betriebsgebäuden von Zechen z. B. Zeche Zollverein[17] in Essen, Zeche Zollern[18] in Dortmund, Zeche Holland[19] in Bochum

## Kurioses
Das erste Trauzimmer Deutschlands außerhalb eines Standesamts wurde 1987 auf der Sababurg eingerichtet.
Das kleinste Trauzimmer Deutschlands befindet sich in Triberg im Schwarzwald: Der im original Schwarzwälder Biedermeierstil eingerichtete Raum hat eine Größe von lediglich 1,5 Quadratmetern und bietet gerade genug Platz für zwei Stühle und einen Stehtisch.